# پاپ جدید (مجموعه تلویزیونی)
پاپ جدید (به انگلیسی: The New Pope) یک سریال چندملیتی تولید اسکای آتلانتیک با همکاری اچ‌بی‌او و کانال+ است. این سریال دنباله سریال پاپ جوان است. پاپ جدید، ۹ قسمت دارد و جان مالکوویچ و جود لا در آن به ایفای نقش پرداخته‌اند. این سریال ساخته پائولو سورنتینو، کارگردان و فیلم‌نامه‌نویس ایتالیایی است. در این سریال، جود لا نقش خود را به عنوان پاپ پیوس سیزدهم را بازآفرینی کرده و مالکوویچ به عنوان پاپ جان پل سوم به ایفای نقش می‌پردازد.
این سریال در ۱۰ ژانویه ۲۰۲۰ در شبکه اسکای شروع به پخش کرد و در ۱۳ ژانویه در شبکه‌های کانال+ و اچ‌بی‌او پخش آن شروع شد. بیشتر قسمت‌های این سریال در کشور ایتالیا و در شهرهای رم و ونیز فیلمبرداری شده‌است. سریال پاپ جدید، ۹ قسمت دارد.

## بازیگران
- جود لا در نقش پاپ پیوس سیزدهم
- جان مالکوویچ در نقش پاپ جان پل سوم
- سیلویو اورلاندو در نقش کاردینال ویولو
- سسیل دو فرانس در نقش سوفیا دوبیوس
- خاویر کامارا در نقش کاردینال گویترز
- لودیوین سنیه در نقش استر آبری
- ماسیمو گینی در نقش کاردینال ایپالتا، منشی شخصی پاپ
- آنتونیو پتروچلی در نقش لوئیجی کاوالو